# Albert-Londres-Preis

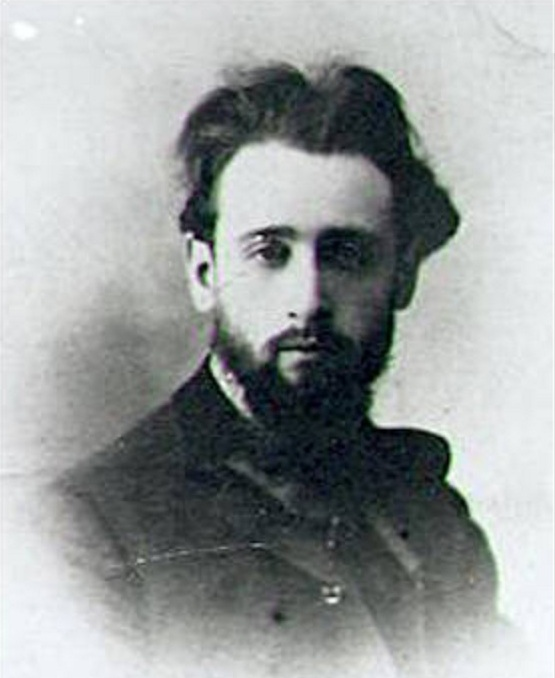
Albert Londres im Jahr 1923

Der Albert-Londres-Preis ist der renommierteste Journalistenpreis Frankreichs. Er wurde 1933 erstmals und seither jährlich für die Beste Reportage in den französischsprachigen Printmedien vergeben. Seit 1985 gibt es für herausragende audiovisuelle Dokumentationen eine Auszeichnung gleichen Namens.

## Geschichte
Die Tochter von Albert Londres, Florise Martinet-Londres, hat an seinem Todestag verfügt, dass jährlich immer am 16. Mai zu seinem Gedächtnis ein Preis für die beste Reportage-Leistung vergeben wird. Sie selbst organisierte federführend über Jahrzehnte diese Institution der französischen Presselandschaft.
Nach ihrem Tod 1975 wurde der Preis von der „Association du prix Albert Londres“, die sich aus früheren Preisträgern zusammenfand, weitergeführt. Seit Mai 2006 ist Josette Alia Präsidentin des Komitees.
Unter dem Einfluss des Dokumentarfilmers Henri de Turenne wurde 1985 ein gleichnamiger Preis für herausragende Dokumentationen in Rundfunk, Fernsehen und Kino eingerichtet. Ausrichter dieses Teils ist die „société civile des auteurs multimédia“ (SCAM), ein Berufsverband der Dokumentaristen.
Die Jury besteht jeweils aus neunzehn Journalisten sowie den Preisträgern des Vorjahrs. Der Investigativjournalist darf nicht älter sein als 40 Jahre.

## Preisträger Printmedien
- 1933: Emile Condroyer
- 1934: Stéphane Faugier
- 1935: Claude Blanchard
- 1936: Jean Botrot
- 1937: Max Massot
- 1938: Jean-Gérard Fleury
- 1939: Jacques Zimmermann
- 1946: Marcel Picard für „J’étais un correspondant de guerre“ – Ed. Janicot
- 1947: André Blanchet für „Débarquement à Haïphong“ – Ed. Dorian und Dominique Pado für „Russie de Staline“ – Ed. Elvézir
- 1948: Pierre Voisin (Le Figaro)
- 1949: Serge Bromberger (Le Figaro)
- 1950: Alix d’Unienville für „En vol“ – Ed. Albin Michel
- 1951: Henri de Turenne für „Retour de Corée“ – Ed. Julliard
- 1952: Georges Menant (Le Dauphiné libéré)
- 1953: Maurice Chanteloup (Le Figaro)
- 1954: Armand Gatti für „Envoyé spécial dans la cage aux fauves“ – Ed. du Seuil
- 1955: Jean Lartéguy (Paris-Presse)
- 1956: René Mauriès (La Dépêche du Midi)
- 1957: René Puissesseau (France Soir)
- 1958: Max Olivier-Lacamp (Le Figaro)
- 1959: Jean-Marc Théoleyre (Le Monde)
- 1960: Jacques Jacquet-Francillon (Le Figaro)
- 1961: Marcel Niedergang für „Tempête sur le Congo“ - Ed. Plon
- 1962: Max Clos (Le Figaro)
- 1963: Victor Franco für „Cuba, La révolution sensuelle“ – Grasset
- 1964: José Hanu für „Quand le vent souffle en Angola“ – Edition Brepols
- 1965: Michel Croce-Spinelli (Sagipress)
- 1966: Yves Courrière (Nice-Matin)
- 1967: Jean Bertolino (La Croix)
- 1968: Yves Cuau für Israël attaque - Ed Robert Laffont
- 1969: Yves-Guy Bergès (France Soir)
- 1970: Philippe Nourry (Le Figaro)
- 1971: Jean-François Delassus für „Le Japon : monstre ou modèle“ – Hachette
- 1972: Jean-Claude Guillebaud (Sud Ouest) und Pierre Bois (Le Figaro).
- 1973: Jean-Claude Pomonti (Le Monde)
- 1974: François Missen (Le Provençal)
- 1975: Thierry Desjardins (Le Figaro)
- 1976: Pierre Veilletet (Sud Ouest)
- 1977: François Debré für „Cambodge, la révolution de la forêt“ – Edition Flammarion
- 1978: Christian Hoche (L’Express)
- 1979: Hervé Chabalier (Le Matin de Paris)
- 1980: Marc Kravetz (Libération)
- 1981: Bernard Guetta (Le Monde)
- 1982: Christine Clerc für „Le Bonheur d’être français“ – Grasset
- 1983: Patrick Meney (AFP)
- 1984: Jean-Michel Caradec’h (Paris Match)
- 1985: Alain Louyot (Le Point)
- 1986: François Hauter (Le Figaro)
- 1987: Jean-Paul Mari (Le Nouvel Observateur)
- 1988: Sorj Chalandon (Libération) und Samy Ketz (AFP)
- 1989: Jean Rolin für „La ligne de front“ – Ed. Quai Voltaire[1]
- 1990: Yves Harté (Sud Ouest)
- 1991: Patrick de Saint-Exupéry (Le Figaro)
- 1992: Olivier Weber (Le Point)
- 1993: Philippe Broussard (Le Monde)
- 1994: Dominique le Guilledoux (Le Monde)
- 1995: AFP-Büro Moskau (Jean Raffaelli, Boris Bachorz, Marielle Eudes, Paola Messana, Catherine Triomphe, Stéphane Orjollet, Sebastian Smith, Bertrand Rosenthal und Isabelle Astigarraga)
- 1996: Annick Cojean (Le Monde)
- 1997: Caroline Puel (Libération, Le Point)
- 1998: Luc Le Vaillant (Libération)
- 1999: Michel Moutot (AFP, New York)
- 2000: Anne Nivat (Ouest-France, Libération; „Chienne de guerre“ – Ed. Fayard)[2]
- 2001: Serge Michel (Korrespondent für Le Point, Le Figaro, Le Temps (Genf) in Teheran)
- 2002: Adrien Jaulmes (Le Figaro)
- 2003: Marion Van Renterghem (Le Monde)
- 2004: Christophe Ayad (Libération)
- 2005: Natalie Nougayrède (Le Monde)
- 2006: Delphine Minoui (Le Figaro)[3]
- 2007: Luc Bronner (Le Monde)
- 2008: Benjamin Barthe (Le Monde)
- 2009: Sophie Bouillon (XXI)
- 2010: Delphine Saubaber (L'Express)
- 2011: Emmanuel Duparcq (AFP, Islamabad, Pakistan)
- 2012: Alfred de Montesquiou (Paris Match)
- 2013: Doan Bui (Le Nouvel Observateur)
- 2014: Philippe Pujol (La Marseillaise)[4]
- 2015: Luc Mathieu (Libération)[5]
- 2016: Claire Meynial (Le Point)
- 2017: Samuel Forey
- 2018: Elise Vincent (Le Monde)
- 2019: Benoît Vitkine (Le Monde)
- 2020: Allan Kaval (Le Monde)
- 2021: Caroline Hayek, (L’Orient-Le Jour)
- 2022: Margaux Benn (Le Figaro)

## Preisträger audiovisuelle Medien
- 1985: Christophe De Ponfilly für „Les Combattants de l'insolence“
- 1986: Philippe Rochot
- 1987: Frédéric Laffont für „La Guerre des nerfs“
- 1988: Daniel Leconte für „Barbie, sa deuxième vie“
- 1989: Denis Vincenti et Patrick Schmitt für „Les Enfants de la honte“
- 1990: Gilles de Maistre für „J'ai 12 ans et je fais la guerre“
- 1991: Dominique Tierce et Hervé Brusini für „L'Affaire Farewell“ (France 2)
- 1992: Lise Blanchet und Jean-Michel Destang für „Le Grand Shpountz“ (France 3, Thalassa)
- 1993: Jean-Jacques Le Garrec für „5 jours dans Sarajevo“ (France 2, Journal de 20h)
- 1994: Florence Dauchez für „Rachida, lettres d'Algérie“ (les Films d'ici pour France 3)
- 1995: Marie-Monique Robin für „Voleurs d'yeux“ (Planète, M6)
- 1996: Patrick Boitet und Frédéric Tonolli für „Les Seigneurs de Behring“ (France 3)
- 1997: Claude Sempère für „Envoyé spécial : La Corse“ (France 2)
- 1998: Catherine Jentile und Manuel Joachim für „Chronique d'une tempête annoncée“ (TF1)
- 1999: Christophe Weber und Nicolas Glimois für „Les Blanchisseuses de Magdalen“ (France 3, Sunset presse)
- 2000: Rivoherizo Andriakoto für „Les Damnés de la terre“ (C9 télévision, les Films du cyclope)[6]
- 2001: Danielle Arbid für „Seule avec la guerre“ (Movimento pour Arte)
- 2002: Thierry und Jean-Xavier de Lestrade für „La Justice des hommes“ (Maha productions)
- 2003: Bertrand Coq und Gilles Jacquier für „Naplouse“ (France 2)
- 2004: Rithy Panh für „S21, la machine de mort Khmère rouge“ (Arte, INA)
- 2005: Grégoire Deniau und Guillaume Martin für „Traversée clandestine“ (France 2)
- 2006: Manon Loizeau und Alexis Marant für „La Malédiction de naître fille“ (Capa pour Arte, TSR et SRC)
- 2007: Anne Poiret, Gwenlaouen Le Gouil und Fabrice Launay für „Muttur: un crime contre l'humanitaire“ (France 5)
- 2008: Alexis Monchovet, Stéphane Marchetti und Sébastien Mesquida für „Rafah, chroniques d'une ville dans la bande de Gaza“ (Playprod und System TV für France 5)
- 2009: Alexandre Dereims für Han, le prix de la liberté (Java films et Première nouvelle pour Public Sénat)
- 2010: Jean-Robert Viallet für La mise à mort du travail (France 3)
- 2011: David André für Une peine infinie, histoire d'un condamné à mort (France 2)
- 2012: Audrey Gallet und Alice Odiot für Zambie, à qui profite le cuivre ?.
- 2013: Roméo Langlois für Colombie : à balles réelles (France 24).
- 2014: Julien Fouchet, Sylvain Lepetit und Taha Siddiqui für La guerre de la polio (France 2)
- 2015: Cécile Allegra und Delphine Deloget für Voyage en barbarie (Public Sénat).
- 2016: Sophie Nivelle-Cardinale und Étienne Huver für Disparus, la guerre invisible de Syrie (Arte).
- 2017: Tristan Waleckx und Matthieu Rénier für Vincent Bolloré, un ami qui vous veut du bien ? (France 2).
- 2018: Marjolaine Grappe, Christophe Barreyre und Mathieu Cellard für Les hommes des Kim (Les hommes du dictateur). (Arte).
- 2019: Marlène Rabaud für Congo Lucha (RTBF / BBC)